# Cypraea tigris
Porcelaine tigrée, Cyprée tigrée
Espèce
Synonymes
- Cypraea ambigua Gmelin, 1791
- Cypraea feminea Gmelin, 1791
- Cypraea flammea Gmelin, 1791
- Cypraea tigrina Gmelin, 1791
- Cypraea onca Röding, 1798
- Cypraea nigrescens Gray, 1824
- Cypraea alauda Menke, 1830
- Cypraea chionia Melvill, 1888
- Cypraea flavonitens Melvill, 1888
- Cypraea hinnula Melvill, 1888
- Cypraea ionthodes Melvill, 1888
- Cypraea russonitens Melvill, 1888
- Cypraea tigris var. lyncichroa Melvill, 1888
- Cypraea zymerasta Melvill, 1888
- Cypraea flavida Dautzenberg, 1893
- Cypraea incarna Sulliotti, 1924
- Cypraea laminata Sulliotti, 1924
- Cypraea tristis Sulliotti, 1924
- Cypraea nephelodes Lancaster, 1928
- Cypraea tigris ambolee (f) Steadman, W.R. & B.C. Cotton, 1943
- Cypraea volai Steadman, W.R. & B.C. Cotton, 1943
- Cypraea fuscoapicata Coen, 1949

Cypraea tigris est une espèce très commune de mollusques gastéropodes marins du genre Cypraea (les  « porcelaines »).

## Description
La porcelaine tigrée adulte atteint entre 38 mm et 134 mm.
La forme de sa coquille est ovoïde, la teinte de fond est blanche à crème avec des taches brunes dont l'intensité des teintes, les dimensions des taches ainsi que leur répartition sont variables d'un individu à l'autre. La zone proche de l'ouverture ventrale est parsemée de points sombres plus ou moins circulaires.
Le manteau, qui peut recouvrir en totalité la coquille lorsque le coquillage en activité, est papillé ; il laisse percevoir par transparence les dessins de la coquille. Il est de teinte blanche et noire avec de fins traits longitudinaux.

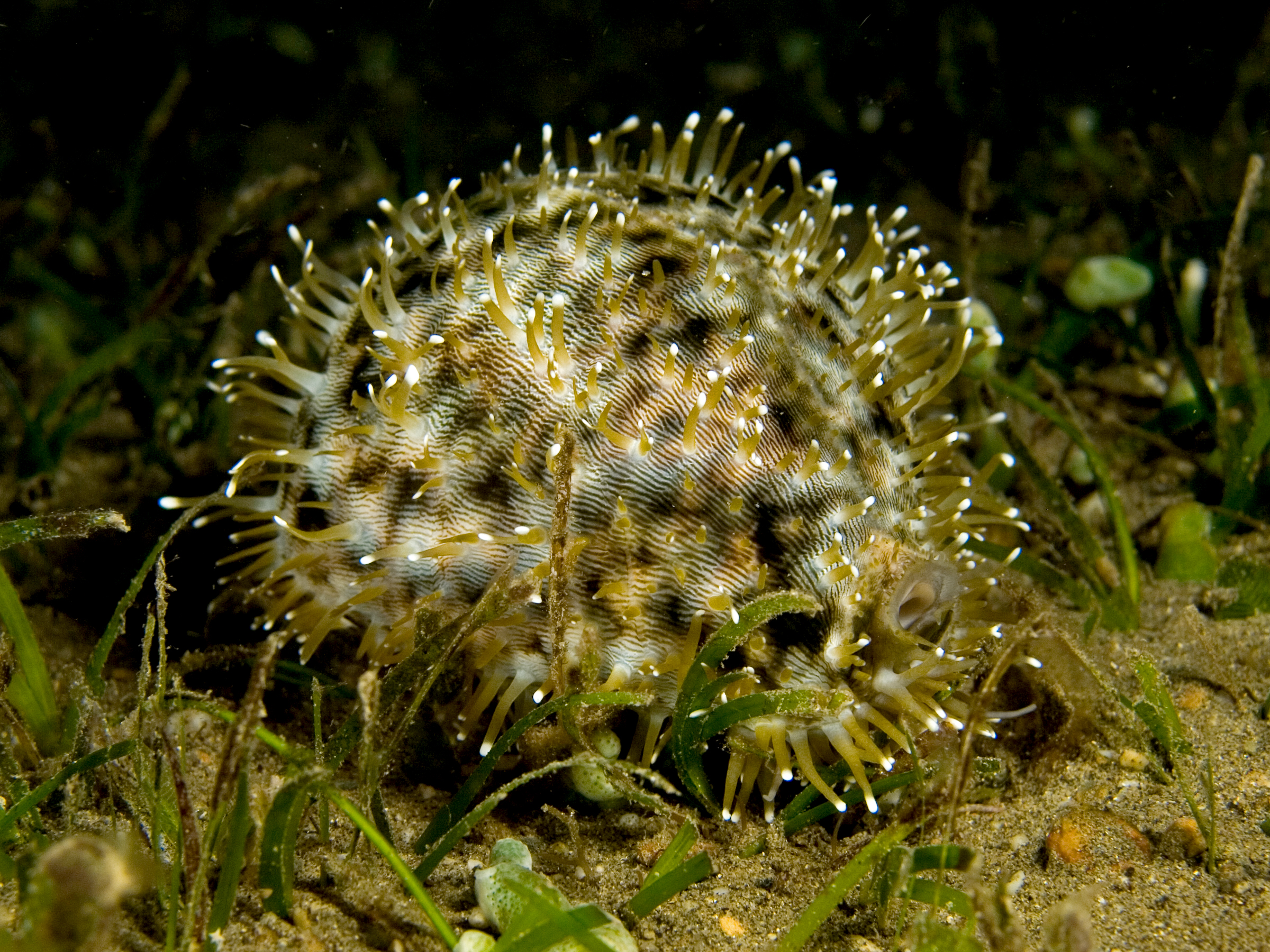
Vue du mollusque vivant dans son habitat, entièrement recouvert par son manteau.
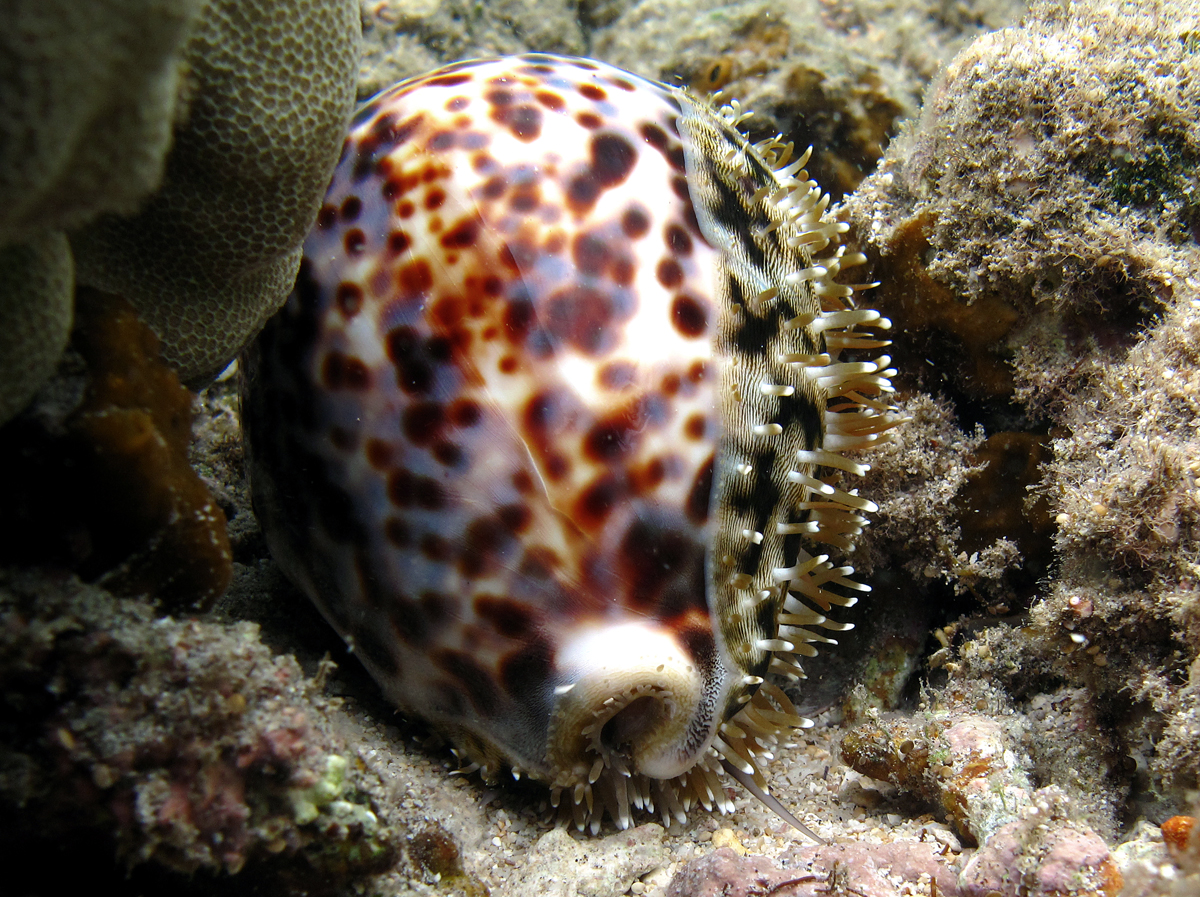
À La Réunion.
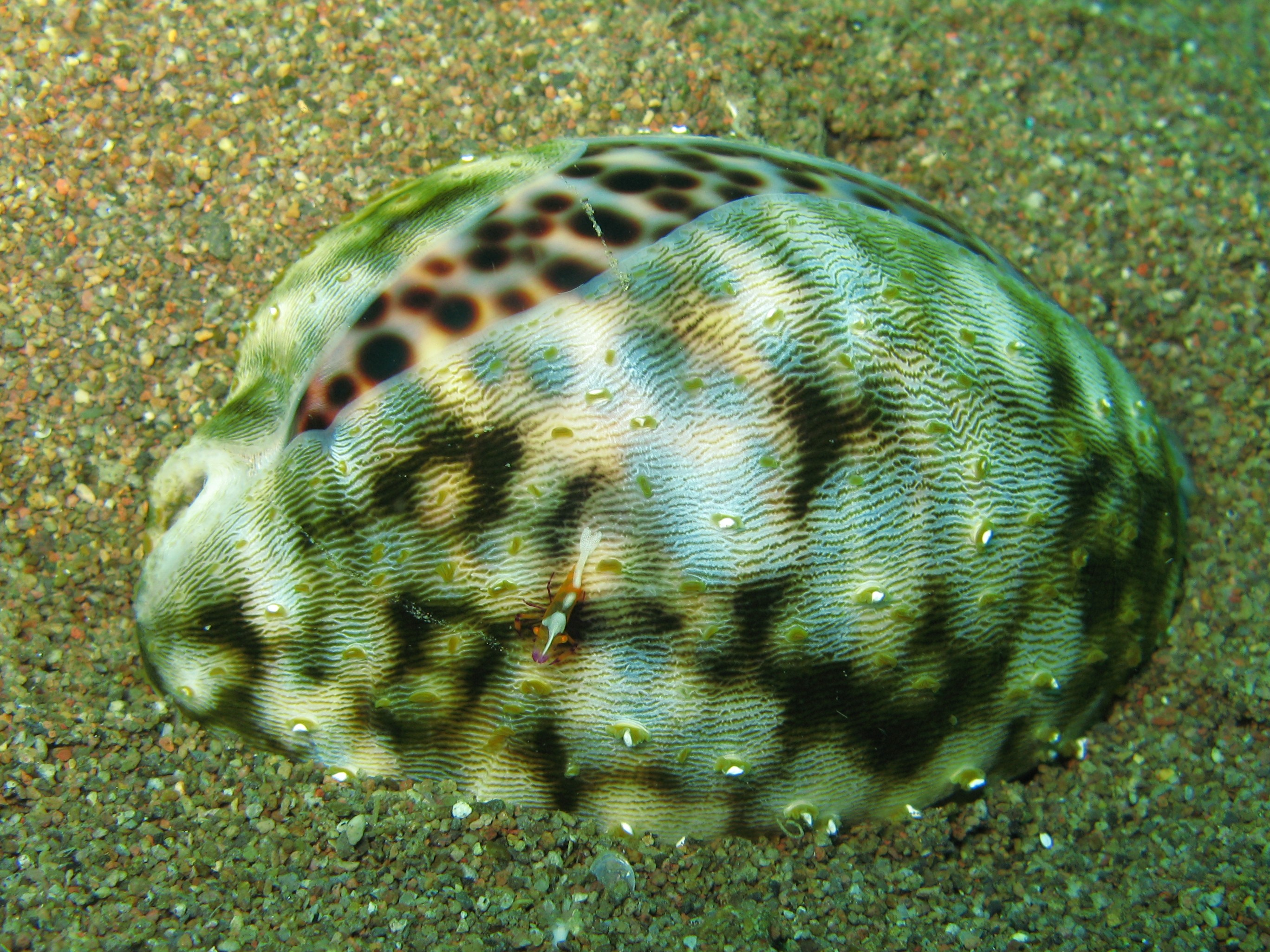
Aux Philippines, avec une crevette symbiotique Periclimenes imperator.
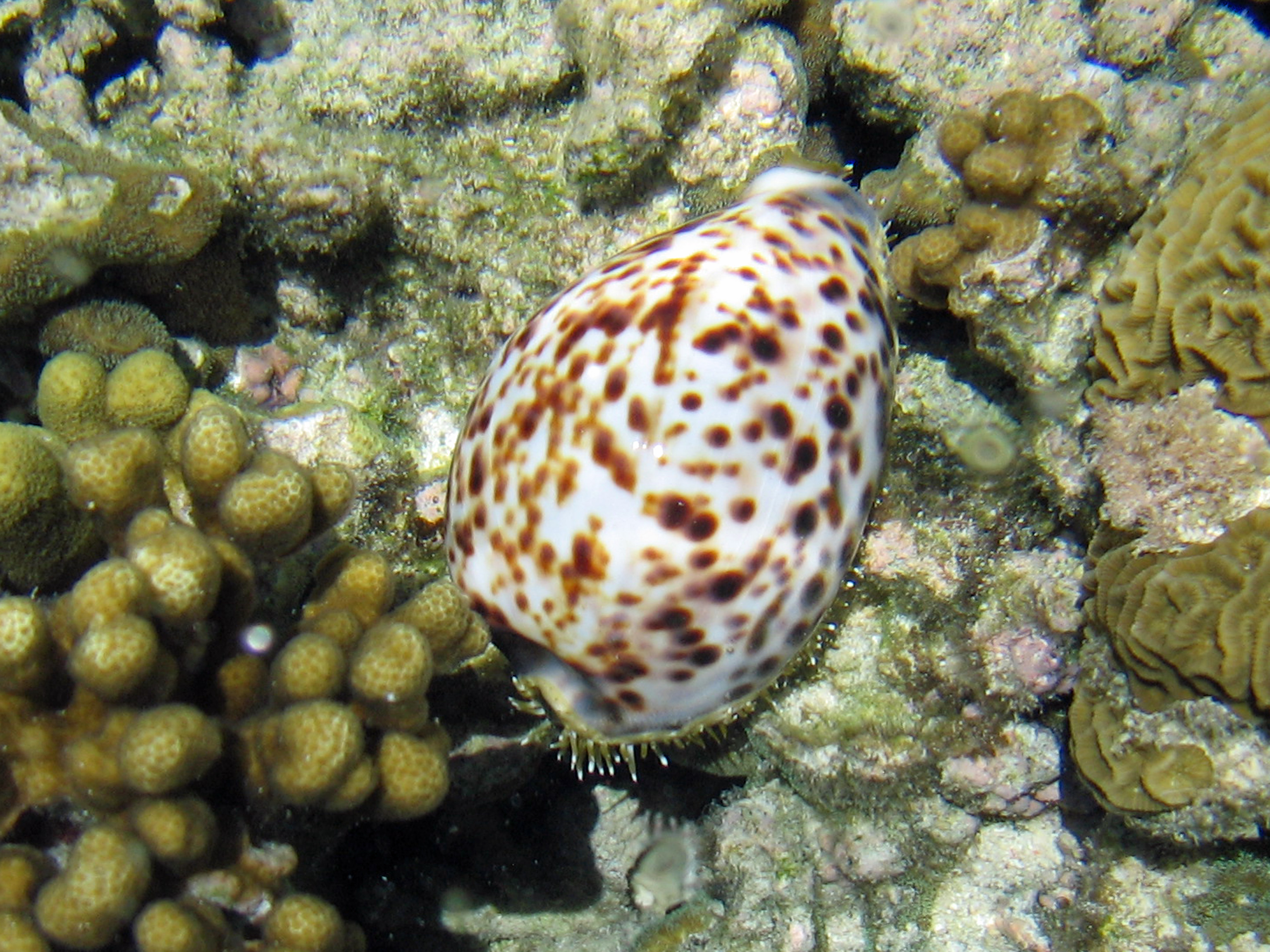
En Australie.
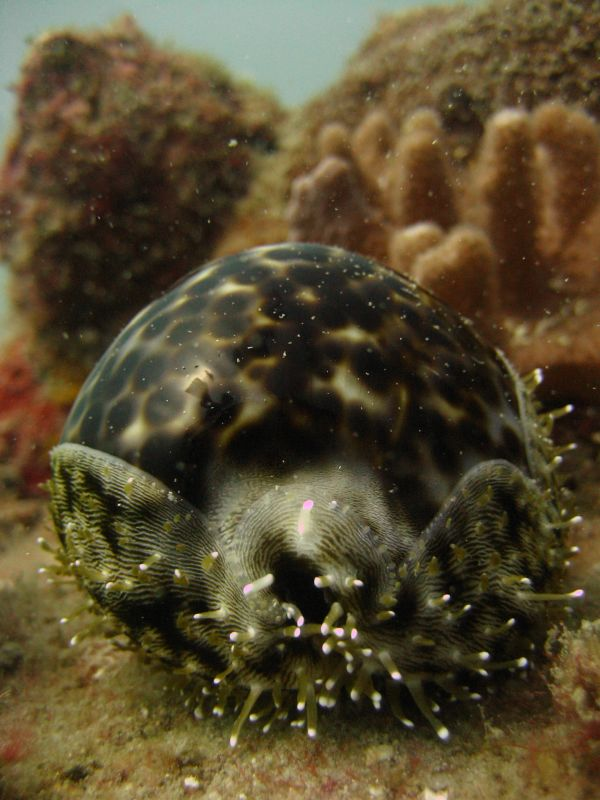
?
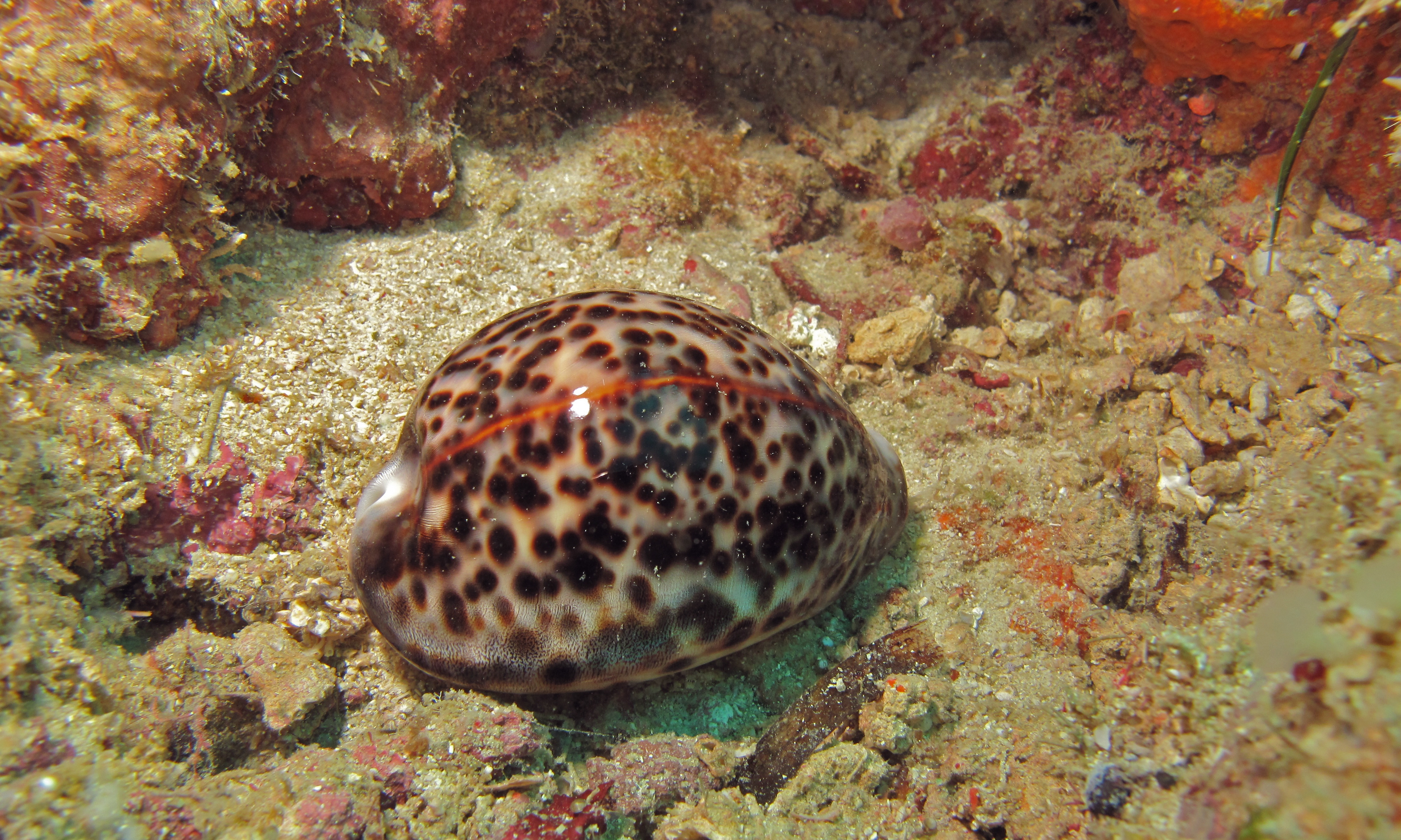
A Sabah, en Malaisie.

### Variétés et sous-espèces
Différentes formes de porcelaine existent :
- Cypraea tigris forme incana Sulliotti, 1924 [2]
- Cypraea tigris forme lyncicrosa Steadman & Cotton, 1943[3]
- Cypraea tigris forme pardalis Shaw, 1795 [4]
- Cypraea tigris var. schilderiana  Cate, 1961 [5]. Cette variété diffère des autres par sa grande taille et son manque de callus marginal. On la trouve au bord des côtes de l'archipel d'Hawaï, et de l'atoll Johnston, ainsi que sur les côtes cochinchinoises[6].
- Cypraea tigris forme tuberculifera  Sulliotti, 1924 [7]

## Distribution
La cyprée tigrée est présent dans les eaux tropicales de la région Indo-Pacifique, soit des côtes orientales de l'Afrique à Hawaii.

## Habitat
Cette espèce vit plutôt sous les eaux des barrières de corail entre 10 et 40 mètres de profondeur. Son habitat est menacé par le braconnage et la pêche à la dynamite.

## Alimentation
Ce mollusque a une activité nocturne. C'est un omnivore qui se nourrit à l'âge adulte de corail, de divers invertébrés, d'algues et cadavres dont elle vient à bout avec sa langue râpeuse appelée radula.
Au stade juvénile, il se nourrit d'algues. 

## Utilisations humaines
Les coquilles de ce mollusque sont utilisées depuis la Préhistoire, ainsi que le prouvent les fouilles archéologiques de sépultures préhistoriques près de Gand, dans des nécropoles gallo-romaines, près du Mont Rose, ou à Pompéi, ou bien près de Vinnytsia, ou encore dans des sépultures de la culture de Tcherniakhov. Dans d'autres civilisations, comme à Hawaï, elles servent d'amulettes.

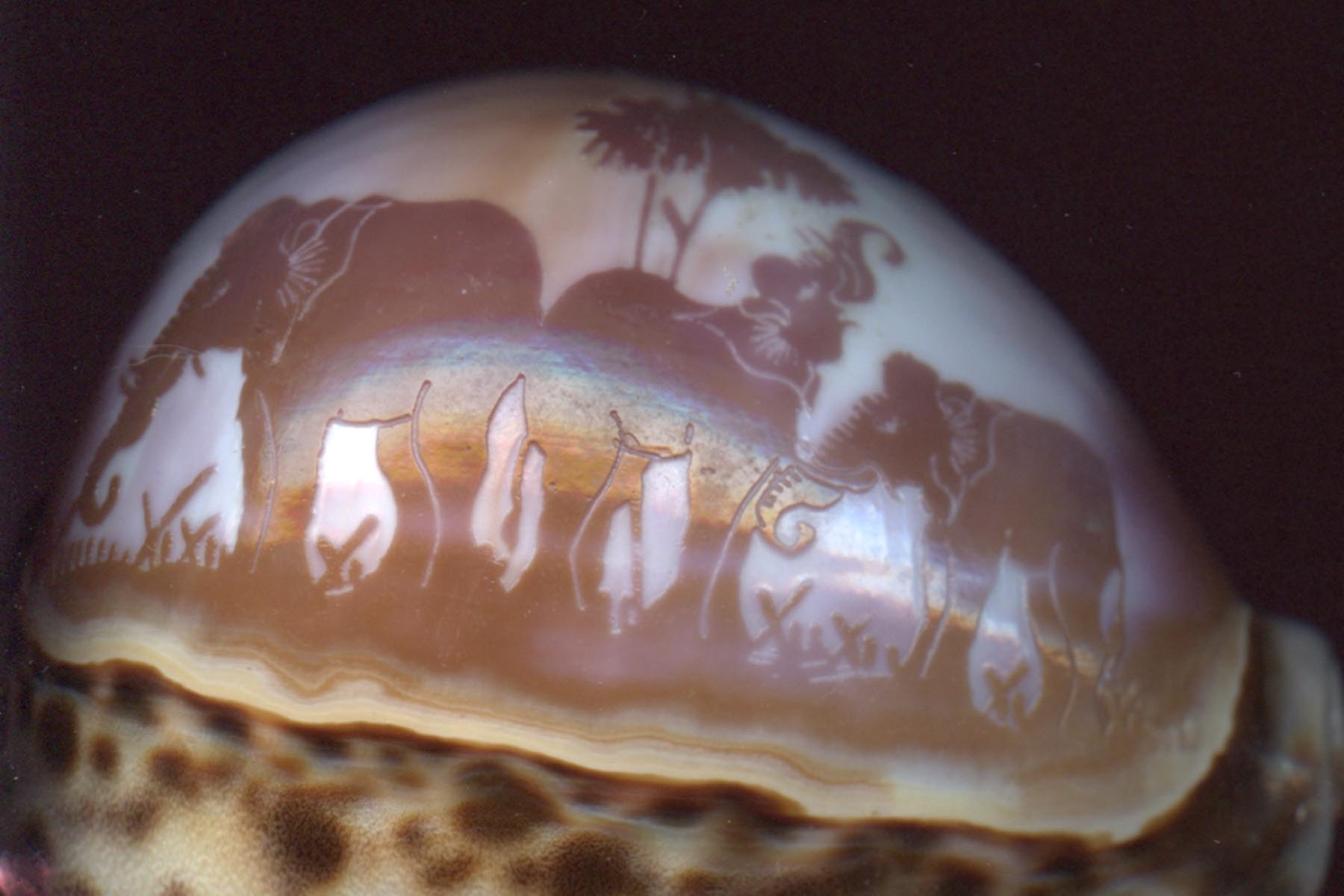
Spécimen poli et gravé pour être vendu comme souvenir.

### Philatélie
Ce coquillage figure sur une émission des Seychelles de 1967 (valeur faciale : 15 cents), sur une émission du Territoire français des Afars et des Issas de 1977 (valeur faciale : 5 Francs) et sur une émission des Seychelles de 1980 (valeur faciale : 10 roupies).

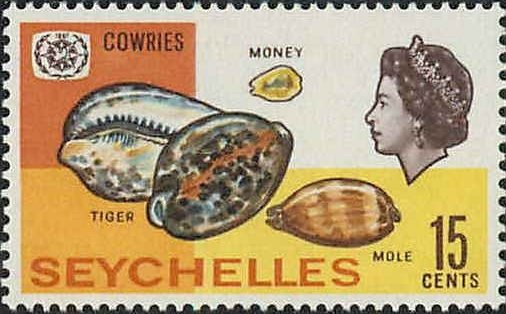
Porcelaine tigrée, porcelaine-monnaie et porcelaine taupe, Timbre des Seychelles, 1967
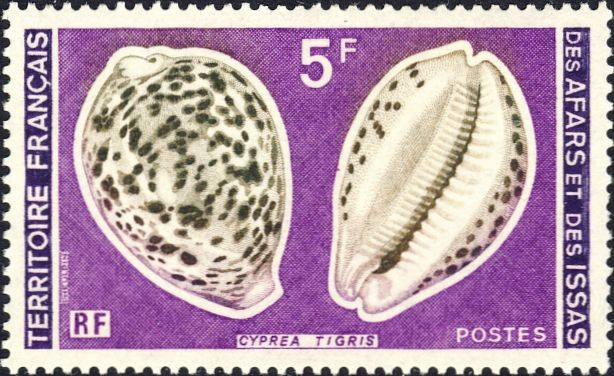
Territoire français des Afars et des Issas, 1977,
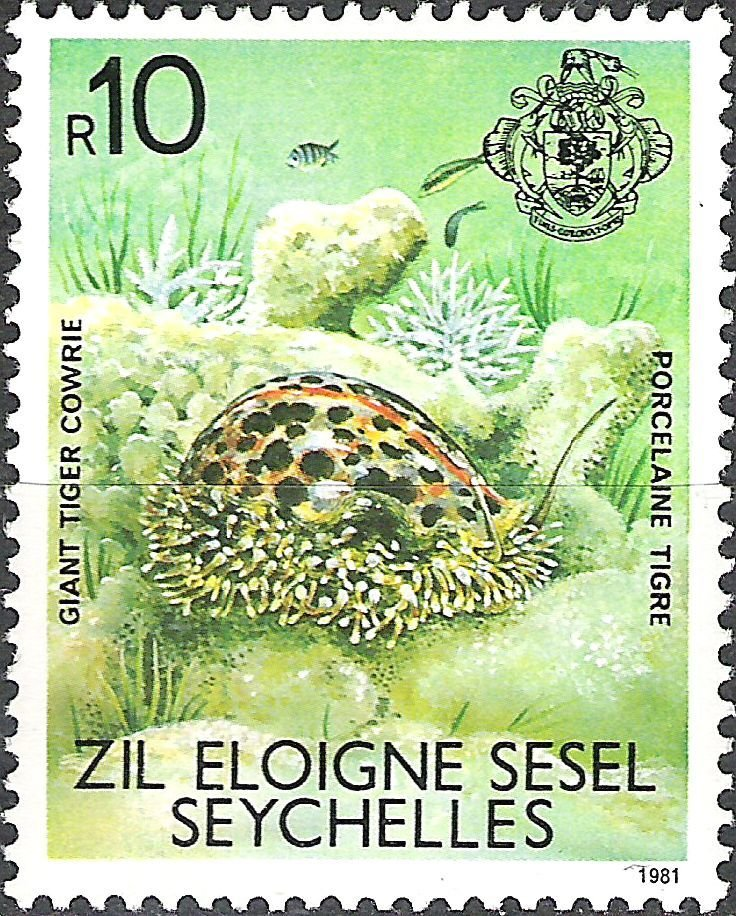
Seychelles, 1980

.

## Illustrations

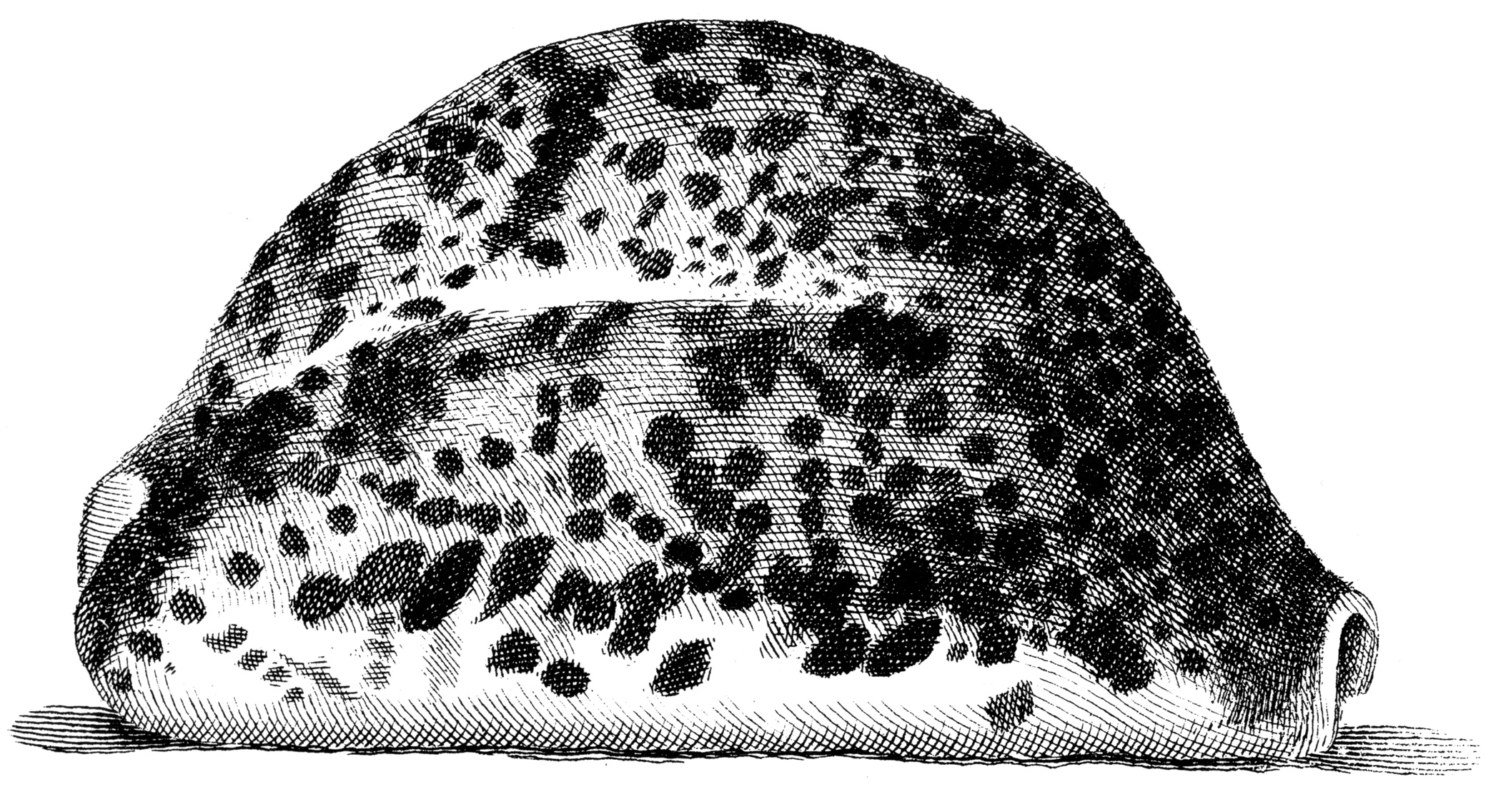
Illustration de l’Index Testarum Conchyliorum de Niccolò Gualtieri (1742).
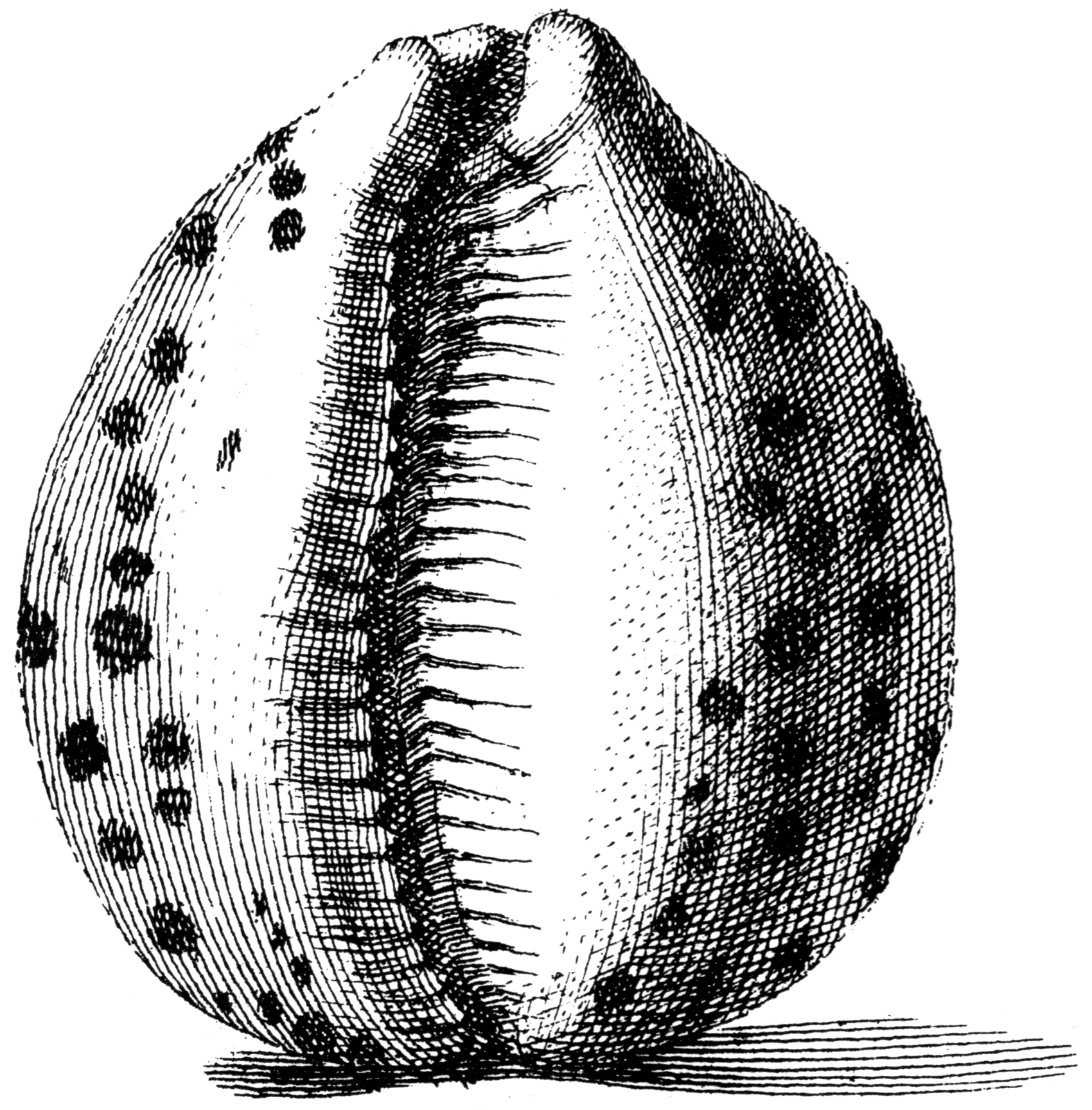
Illustration de l’Index Testarum Conchyliorum.
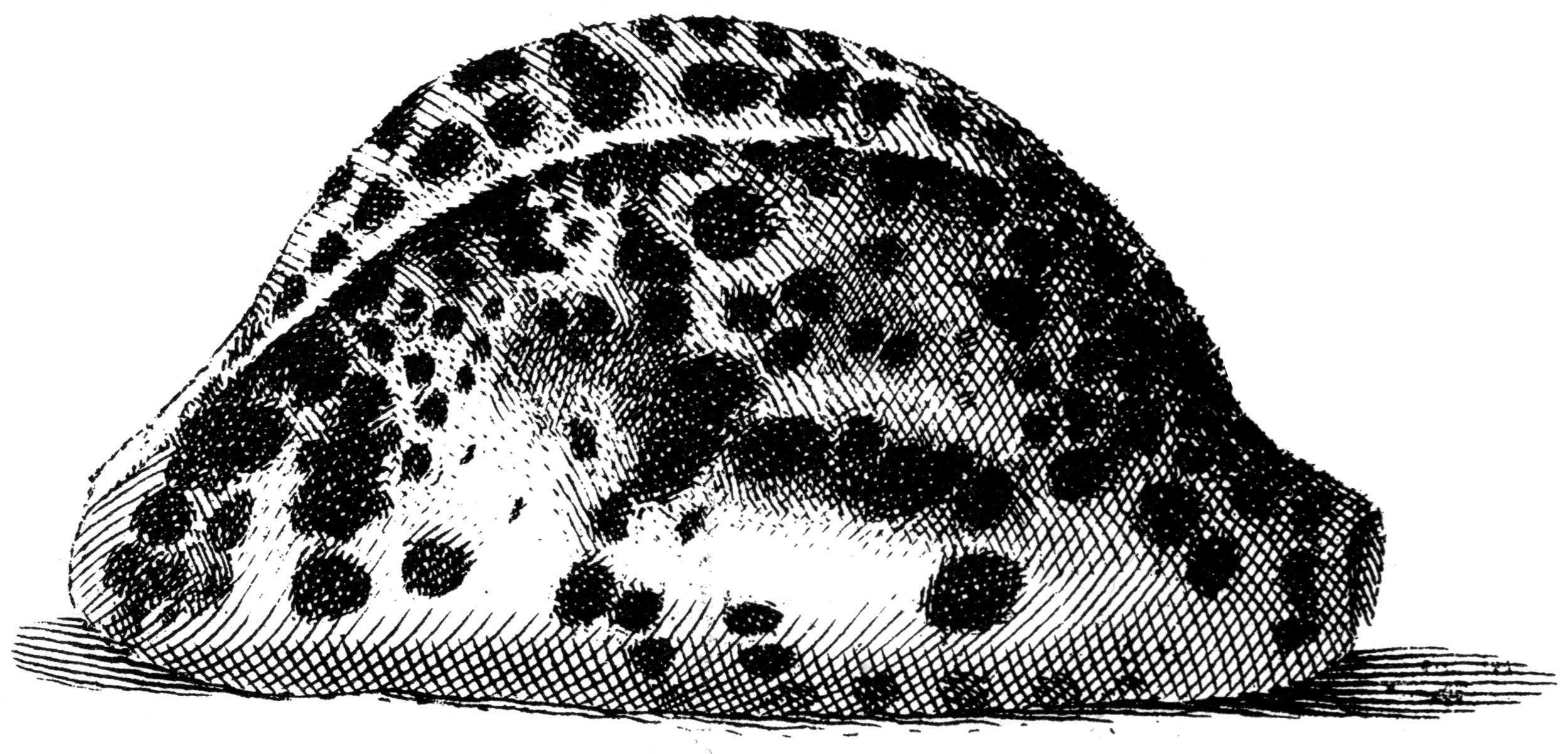
Illustration de l’Index Testarum Conchyliorum.
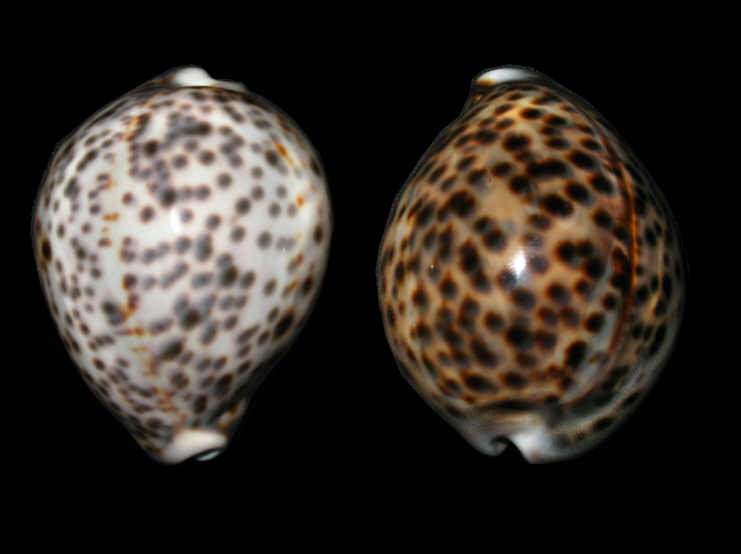
Autres vues.